# Lanškroun
Pour les articles homonymes, voir Landskron (homonymie).
Lanškroun (prononcé [ˈlanʃkrou̯n] — en allemand : Landskron) est une ville du district d'Ústí nad Orlicí, dans la région de Pardubice, en Tchéquie. Sa population s'élevait à 9 849 habitants en 2024.

## Géographie
Lanškroun est située à la frontière des anciennes provinces de Bohême et de Moravie et se trouve à 17 km au sud-est d'Ústí nad Orlicí, à 62 km à l'est-sud-est de Pardubice et à 157 km à l'est de Prague.
La commune est limitée par Horní Třešňovec au nord, par Horní Čermná au nord-est, par Albrechtice, Sázava et Žichlínek à l'est, par Luková au sud et par Rudoltice et Ostrov à l'ouest.

## Histoire
La première mention écrite préservée de Lanškroun remonte à 1285, lorsque Záviš de Falkenštějn la reprit au roi tchèque Venceslas II.

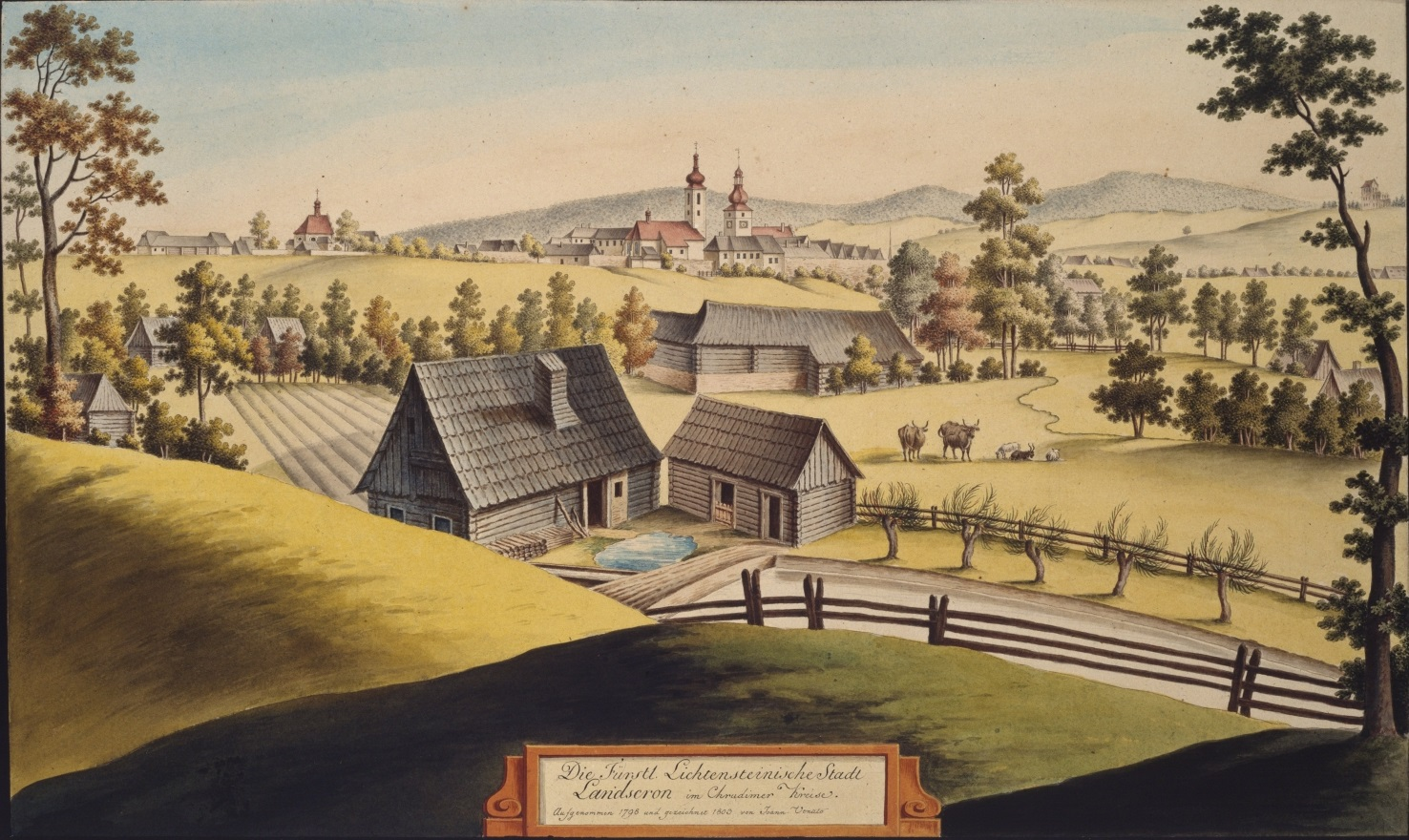
Lanškroun en 1803, par Joann Venuto.

## Population
Recensements (*) ou estimations de la population :
| 1869* | 1880* | 1890* | 1900* | 1910* | 1921* |
| ----- | ----- | ----- | ----- | ----- | ----- |
| 5 590 | 5 893 | 6 511 | 6 820 | 7 624 | 7 241 |

| 1930* | 1950* | 1961* | 1970* | 1980* | 1991* |
| ----- | ----- | ----- | ----- | ----- | ----- |
| 7 164 | 6 021 | 7 661 | 8 702 | 9 593 | 9 873 |

| 2001* | 2011*  | 2015   | 2016   | 2017  | 2018   |
| ----- | ------ | ------ | ------ | ----- | ------ |
| 9 990 | 10 159 | 10 083 | 10 031 | 9 994 | 10 000 |

| 2019  | 2020  | 2021* | 2022  | 2023  | 2024  |
| ----- | ----- | ----- | ----- | ----- | ----- |
| 9 991 | 9 906 | 9 470 | 9 326 | 9 709 | 9 849 |

## Administration
La commune se compose de quatre sections :
- Dolní Třešňovec
- Lanškroun-Vnitřní Město
- Ostrovské Předměstí
- Žichlínské Předměstí

## Galerie

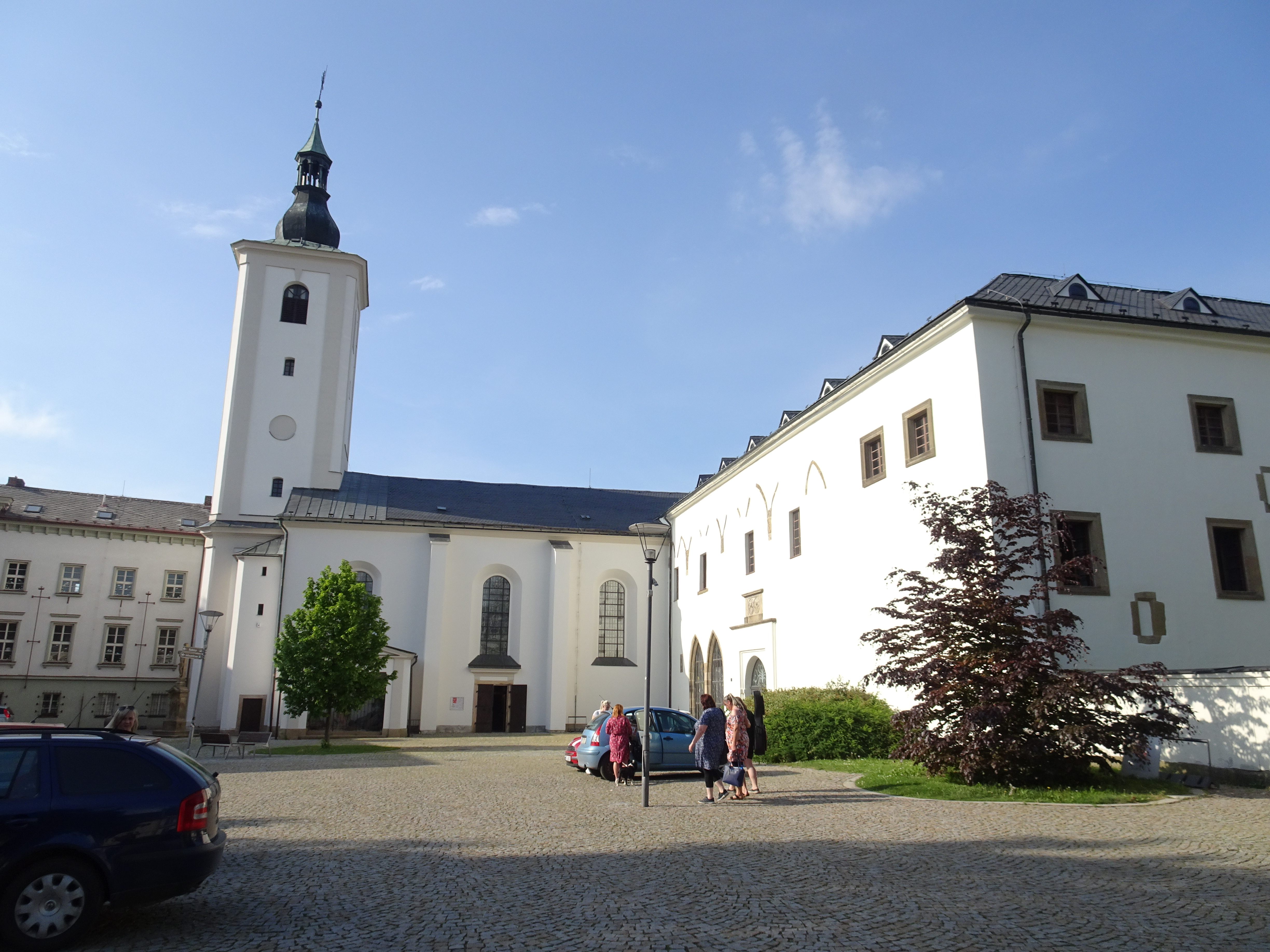
Lanškroun : église et château.
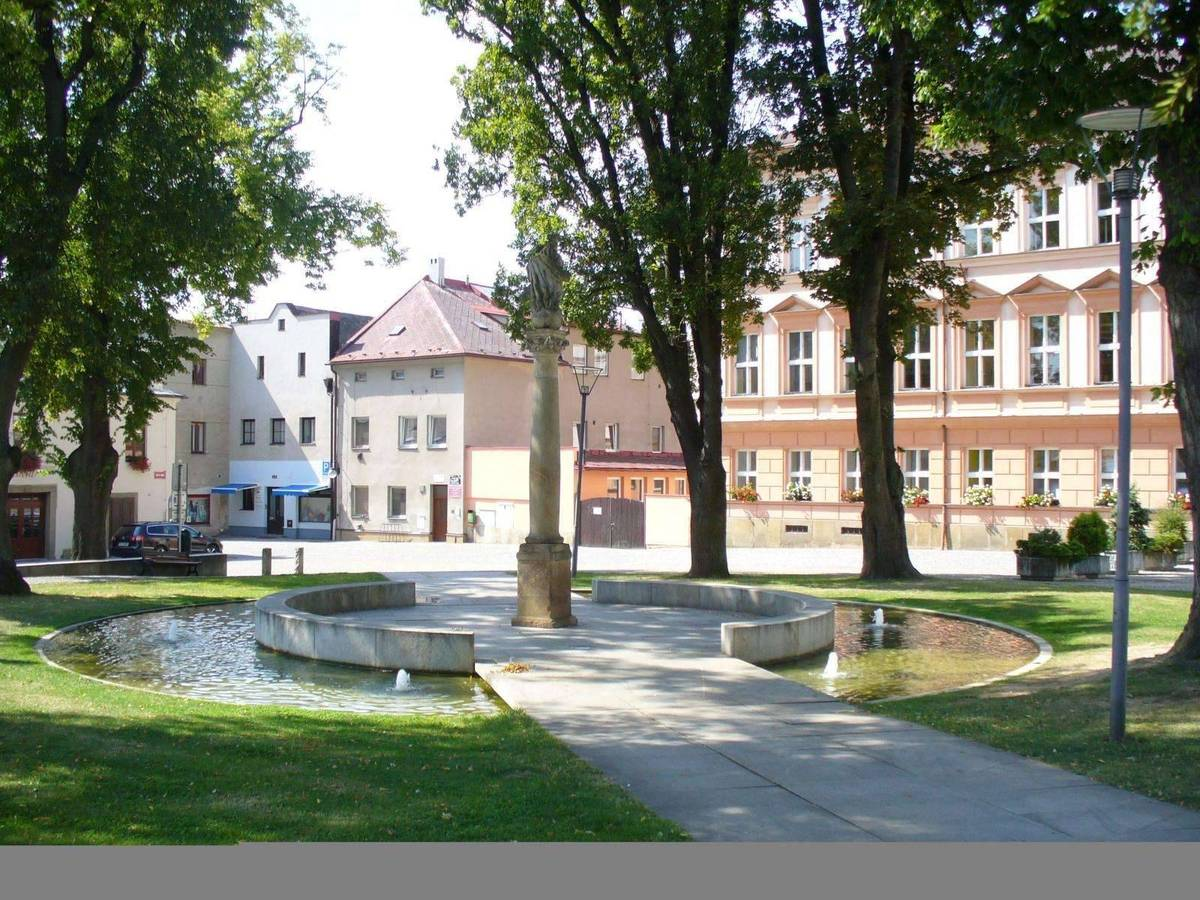
Place Aloise Jiráska.

## Transports
Par la route, Lanškroun se trouve à 19 km de Ústí nad Orlicí, à 22 km de Svitavy, à 41 km de Šumperk, à 78 km de Pardubice et à 193 km de Prague. 